# Eccleshall
Eccleshall est une ville dans le Staffordshire en Angleterre. Il est situé dans le district de Stafford. Située à 10.7 kilomètres de Stafford. Sa population est de 2706 habitants (2001) et 4651 (2011, civil parish). Dans Domesday Book de 1086, il a été énuméré comme Eches(h)elle.